# Jagger Eaton
Jagger Eaton (ur. 21 lutego 2001 w Scottsdale) – amerykański skater, brązowy medalista olimpijski z Tokio 2020 i wicemistrz olimpijski z Paryża 2024, mistrz świata.
Mieszka w Mesie.

## Udział w zawodach międzynarodowych
| Impreza              | Rok         | Miejsce    | Wyniki | Wyniki |
| Impreza              | Rok         | Miejsce    | park   | street |
| -------------------- | ----------- | ---------- | ------ | ------ |
| Igrzyska olimpijskie | 2021        | Tokio      | –      | brąz   |
| Igrzyska olimpijskie | 2024        | Paryż      | –      | srebro |
| Mistrzostwa świata   | 2018        | Nankin     | DSQ    | –      |
| Mistrzostwa świata   | 2021        | Rzym       | –      | 4      |
| Mistrzostwa świata   | 2022 (2023) | Szardża    | złoto  | 6      |
| Mistrzostwa świata   | 2023        | Rzym Tokio | 4      | 21     |